# 세르게이 본다르추크

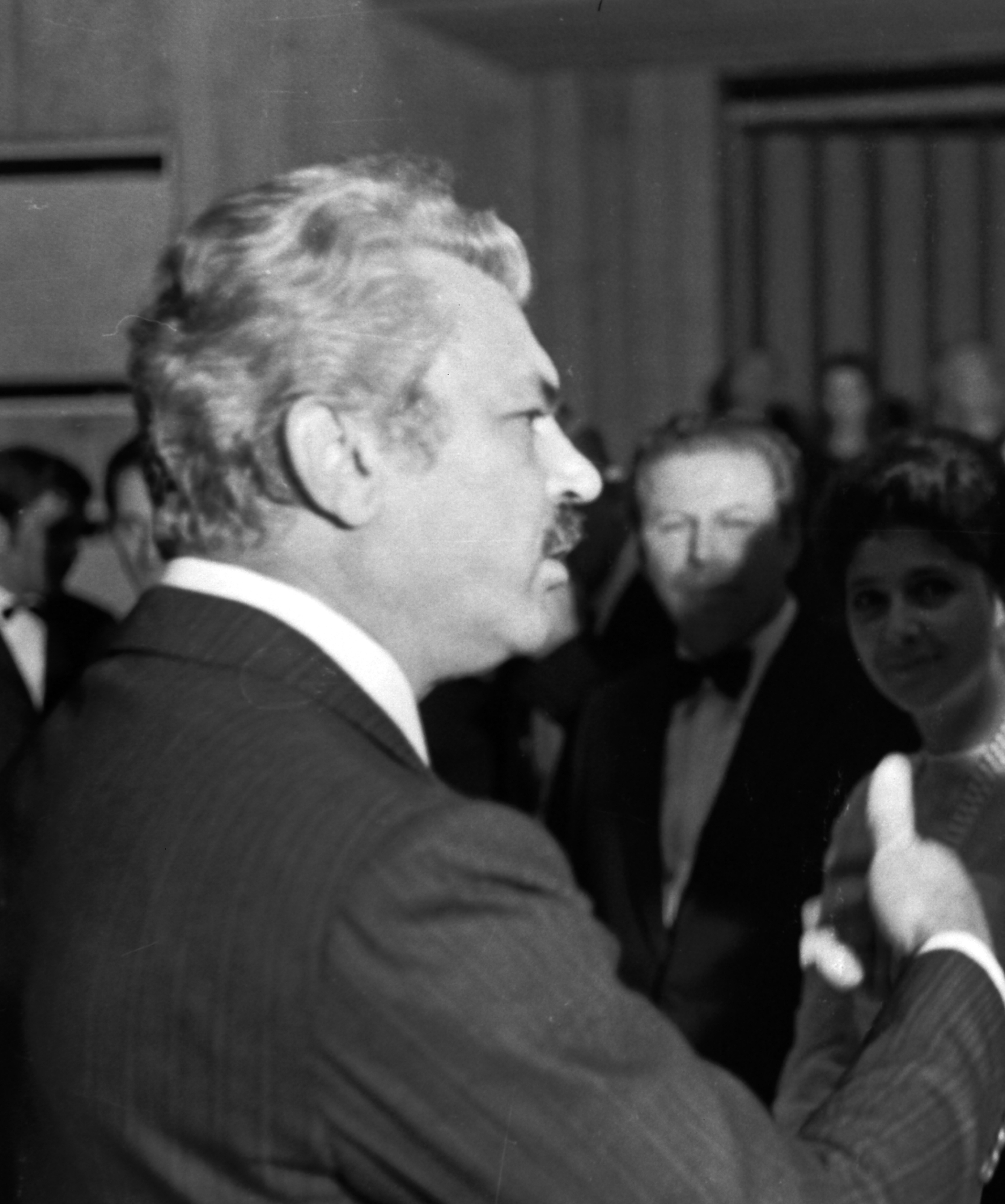

세르게이 표도로비치 본다르추크(러시아어: Серге́й Фёдорович Бондарчу́к, 우크라이나어: Сергі́й Фе́дорович Бондарчу́к 세르히 페도로비치 본다르추크[*], 1920년 9월 25일~1994년 10월 20일)는 소련의 배우, 영화 감독, 각본가, 영화배우이다.
모스크바에서 사망하였다. 사인은 심근 경색이다. 노보데비치 묘지에 매장되었다.

## 영화
- 엉클 반야 (1970년)
- 네레트바 전투 (1970년)
- 나폴레옹 (1970년 영화) (1970년)
- 전쟁과 평화 (영화 시리즈) (1965년 ~ 1967년)
- 인간의 운명 (1959년)
- 베짱이(영어판) (1955년)
- 오델로 (1955년)